# Альварес, Аранча
Ара́нча Изабе́ль А́льварес Га́рри (швед. Arantxa Isabel Álvarez Garri; род. 17 ноября 1991 года, Норрчёпинг) — шведская певица, радио- и телеведущая.

## Биография
Родилась 17 ноября 1991 года в Норрчёпинге, выросла там же.
В 2013 году приняла участие в шведской версии вокального шоу Idol на канале TV4, в котором попала в топ-20, а затем дошла до полуфинала.
В 2014 году переехала в город Мальмё. Летом 2014 года начала карьеру радиоведущей — вела программу Morgonpasset i P3 на Шведском радио. Летом следующего, 2015 года вела ту же программу вместе с Фарах Абади, Виктором Линнером, Джонатаном Унге и Симоном Розенквистом. Также была общественным послом Musikhjälpen — ежегодного благотворительного проекта Шведского радио, призванного собрать средства на то или иное общественно полезное дело.
В конце 2015 года вела шоу Idol Extra на канале TV4 (вместе с певцом Эриком Сегерстедтом). В следующем году стала ведущей шоу Morgonshowen на детском телеканале SVT Barn. Участвовала в качестве комментатора в шведской версии программы Ridiculousness, премьера которой состоялась на MTV в августе 2016 года.